# Angela Chang
Angela Chang (chinês tradicional: 張韶涵, chinês simplificado: 张韶涵, pinyin: Zhāng Shàohán) é uma atriz e cantora de Taiwan que nasceu em 19 de janeiro de 1982.
Sua família emigrou para o Canadá quando ela tinha 12 anos.